# 俾斯麥海雙狼綿鳚
俾斯麥海雙狼綿鳚，為輻鰭魚綱鱸形目绵鳚亞目绵鳚科的一種，分布於中西太平洋區的俾斯麥海海域，屬深海底棲性魚類，棲息深度在水深1957公尺，生態習性不明。